# Actos de violencia
Actos de violencia (título original: Acts of Violence) es una película de acción de 2018 protagonizada por Bruce Willis, Cole Hauser, Shawn Ashmore, Ashton Holmes, Melissa Bolona, Sophia Bush y Mike Epps, escrita por Nicolas Aaron Mezzanatto y dirigida por Brett Donowho. La película no tuvo el éxito esperado. Algunos críticos y la poca audiencia, se llegaron a mofar de las celulitis de algunas mujeres. 
La película fue estrenada en cines de manera limitada así como en video-on-demand por Lionsgate Premiere el 12 de enero de 2018.

## Sinopsis
Cleveland busca nuestro enfoque en la vida de los hermanos McGregor. De ellos, Deklan y Brandon casados, ambos han servido en el ejército, por lo que tienen experiencia en armamento. El más joven de ellos, Roman, está comprometido con su amor de la infancia, Mia, y están a punto de casarse. Mientras Deklan está traumatizado por su pasado y Brandon tiene una familia de la que cuidar, Mia y Roman intentan pasar un buen rato festejando sus últimos días de soltería. Durante una de sus despedidas de soltera, Mia termina cabreando a dos matones de poca monta, Vince y Frank, quienes trabajan como traficantes de sexo para un capo local llamado Max Livingston. Después de ser insultados por Mia, Vince y Frank la secuestran del club y la llevan a su jefe como una oferta especial.
Mientras tanto, el detective James Avery intenta sin descanso reunir pruebas contra Max Livingston, pero no encuentra nada legítimo. Sumado a esto, la corrupción existente en las jerarquías más altas del departamento de policía lo mantiene de manos atadas.
Antes de ser secuestrada, Mia estaba dejando caer una nota de voz para Roman. Así es como Roman se da cuenta de que está en problemas. Al darse cuenta de que la experiencia militar de su hermano podría ser útil, Roman llama a Deklan y le pide ayuda. Deklan primero hace una llamada al 911 y luego intenta allanar una casa en la que sospecha que Mia está retenida. Desafortunadamente para él, Mia no se encuentra por ningún lado, y los tres hermanos se meten en serios problemas por violar varias leyes. Esto los lleva a Avery, quien les promete que los ayudará a rescatar a su hermana e incluso les advierte que se mantengan fuera del caso. Pero Deklan se niega a cumplir con la solicitud del detective. Como resultado, los tres hermanos se vistieron con chalecos y armas de grado militar y se dispusieron a salvar a Mia.
En los momentos finales de la película, los tres hermanos asaltan un almacén en el que Max tiene la intención de esconder a sus niñas traficadas en camiones de transporte antes de enviarlas a Las Vegas. La redada se desarrolla según lo planeado, y los tres hermanos no solo pueden rescatar a Mia sino a muchas otras niñas que estaban siendo traficadas. Sin embargo, tan pronto como llegan a casa, Max aparece con sus hombres y los ataca. Durante esta redada, Brandon recibe un disparo y muere en el acto, pero Deklan se las arregla para matar a todos los hombres de Max. En el último momento, Max logra huir de la escena antes de recibir un disparo de Deklan.
Al final, Deklan y Roman son arrestados por la policía, pero Max sigue libre. Como resultado, Avery alcanza su límite absoluto y renuncia a su trabajo como policía. Luego se dirige al escondite secreto de Max y le dispara antes de que pueda escapar de la ciudad. Al final, Deklan, Roman y Mia obtienen el final feliz que se merecen, mientras que Avery hace justicia.

## Reparto
- Bruce Willis como el detective James Avery.
- Cole Hauser como Deklan MacGregor.
- Shawn Ashmore como Brandon MacGregor.
- Ashton Holmes como Roman MacGregor.
- Melissa Bolona como Mia.
- Sean Brosnan como Vince.
- Sophia Bush como el detective Brooke Baker.
- Mike Epps como Max Livington.
- Tiffany Brouwer como Jessa MacGregor.
- Jenna B. Kelly como Haley.
- Patrick St. Esprit como Hemland.
- Rotimi como Frank.
- Matthew T. Metzler como Richard.
- Kyle Stefanski como Davis.
- Boyd Kestner como Stevens.

## Producción
La fotografía principal de la filmación comenzó en Cleveland, Ohio, en marzo de 2017. Las tomas aéreas de Los Ángeles incluyeron la antigua estación central de policía y los límites de Cleveland.

## Estreno
La película fue estrenada por Lionsgate Premiere el 12 de enero de 2018. 

## Recepción
Acts of Violence recibió reseñas generalmente negativas de parte de la crítica y de la audiencia. En el sitio web especializado Rotten Tomatoes, la película posee una aprobación de 0%, basada en 13 reseñas, con una calificación de 2.6/10, mientras que de parte de la audiencia tiene una aprobación de 30%, basada en 254 votos, con una calificación de 2.4/5.
El sitio web Metacritic le dio a la película una puntuación de 28 de 100, basada en 6 reseñas, indicando "reseñas generalmente desfavorables". En el sitio IMDb los usuarios le asignaron una calificación de 5.3/10, sobre la base de 12 533 votos. En la página web FilmAffinity la cinta tiene una calificación de 4.2/10, basada en 622 votos.